# Tanjong Paya
Tanjong Paya is een bestuurslaag in het regentschap Bireuen van de provincie Atjeh, Indonesië. Tanjong Paya telt 626 inwoners (volkstelling 2010).